# Burtnieki kommun
Burtnieku Novads (lettiska: Burtnieku novads) var en kommun i Lettland. Den låg i den norra delen av landet, 110 km nordost om huvudstaden Riga. Antalet invånare var 8 657.
2021 slogs kommunen samman med Valmiera kommun.
Norr om sjön Burtnieks finns rester av en förhistorisk ort som existerade 5000 till 2000 f.Kr. Fornlämningen består av 315 gravvårdar. I orten Matisi söder om Vecate finns en kyrka med ett torn som liknar tornet av Sankt Peterskyrkan i Riga. Orten Burtnieki utvecklades kring en borg av Tyska orden.